# بخش بزینه‌رود
بخش بزینه‌رود یکی از بخش‌های شهرستان خدابنده در استان زنجان ایران است.

## تقسیمات کشوری
- بخش بزینه‌رود
  - شهر زرین رود
  - دهستان کهلا

شهر: زرین‌رود
بخش بزینه‌رود  از شمال به بخش مرکزی خدابنده، از جنوب به شهرستان کبودراهنگ، از شرق به شهرستان رزن و از غرب به بخش افشار خدابنده منتهی می شود.

## جمعیت
بنا بر سرشماری مرکز آمار ایران، جمعیت بخش بزینه رود در سال ۱۳۹۵ برابر با ۳۲٬۰۹۹ نفر بوده‌است.